# Kupón

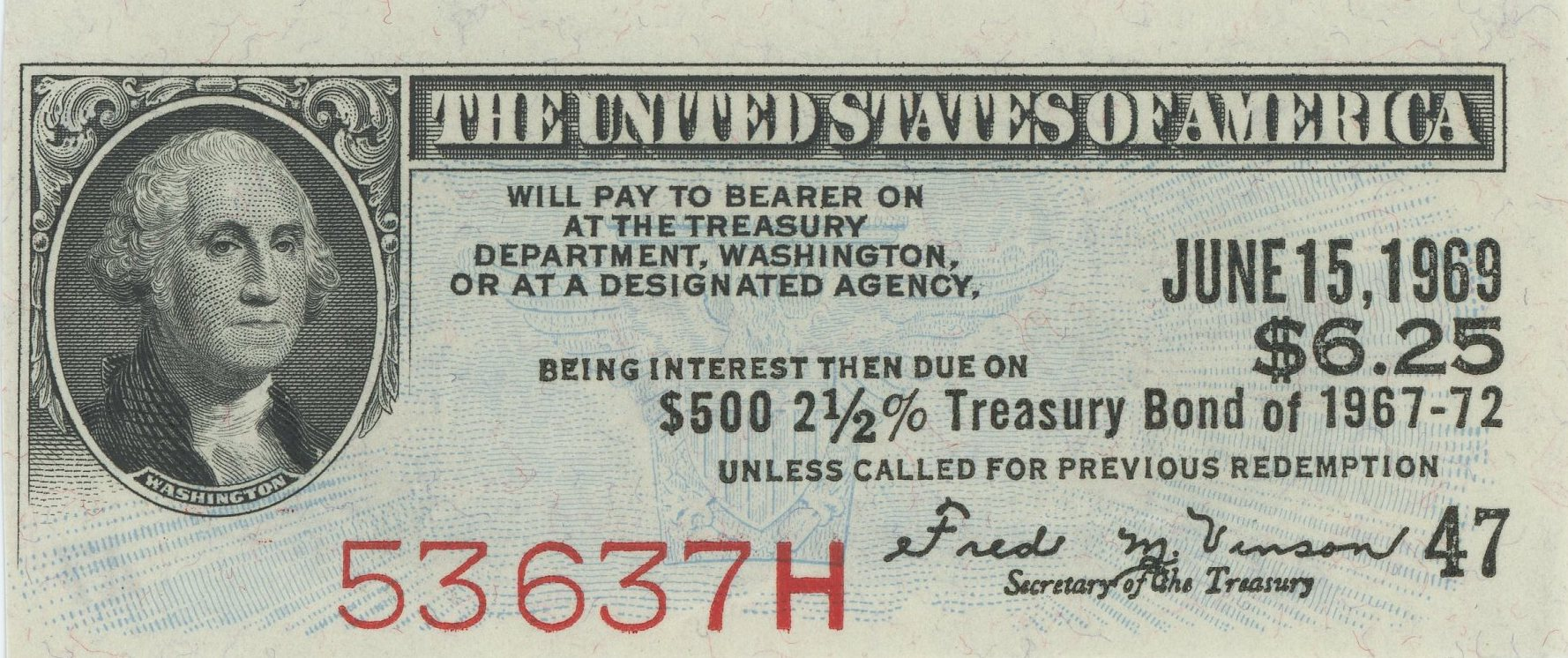
US Treasury Bond kupón

Kupón je obecně chápán jako jakýkoli cenný papír, jehož držitel má určité oprávnění nebo právo na nějaké plnění. Jde např. o slevové, výherní nebo dárkové kupóny a další různé druhy poukázek či voucherů. V českém právu je však kupón upraven v § 523 občanského zákoníku pouze jako cenný papír na doručitele, s nímž je spojeno právo na vydání výnosu z jiného cenného papíru. Kromě něj už existují jen investiční kupóny používané dříve v kupónové privatizaci a kupóny známé jako tzv. dálniční známky, jimiž se prokazuje uhrazení časového poplatku za užívání určených pozemních komunikací (dálnic).
Kupón je podobně jako opční list odvozen od hlavního cenného papíru (akcie, podílového listu, dluhopisu apod.), používá se jen k získání výnosu z tohoto hlavního cenného papíru, prokazuje se jím právo na daný výnos. Protože se většinou jedná o opakované plnění, vydávají se kupóny v kupónovém archu, a pokud by byl arch spotřebován, právo na vydání nového lze uplatnit pomocí talónu, který není zvláštním cenným papírem a který bývá součástí původního archu. Vzhledem k tomu, že kupón je cenný papír na doručitele, lze právo na výnos z hlavního cenného papíru snadno převádět na třetí osoby. O kupón jde vždy, je-li ho třeba k uplatnění práva na výnos, i když tak není nazván. Výnos přitom může být jak finanční, tak třeba naturální nebo ve formě různých oprávnění, vždy však musí být, stejně jako nutné údaje o hlavním cenném papíru, v kupónu specifikován a musí být určeno datum a místo uplatnění práva na něj.